# Liste de fromages allemands
 (août 2021).
Si vous disposez d'ouvrages ou d'articles de référence ou si vous connaissez des sites web de qualité traitant du thème abordé ici, merci de compléter l'article en donnant les références utiles à sa vérifiabilité et en les liant à la section « Notes et références ».

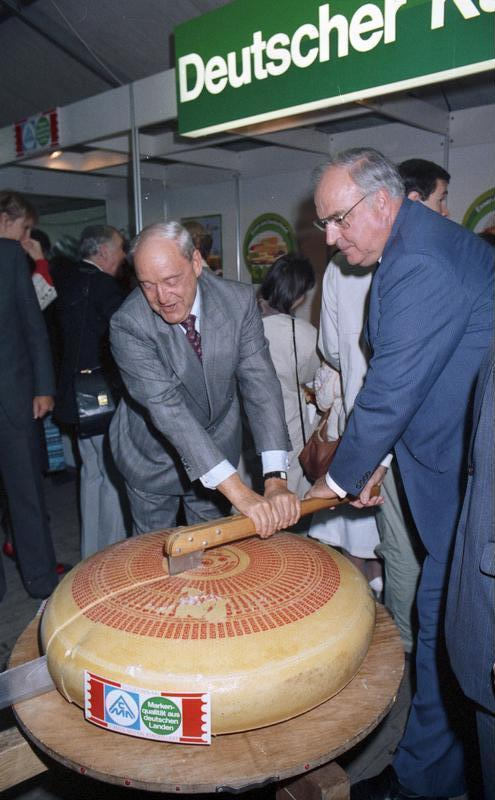
Fromages allemands, ici un Allgäuer Emmentaler, promotion par Helmut Kohl.

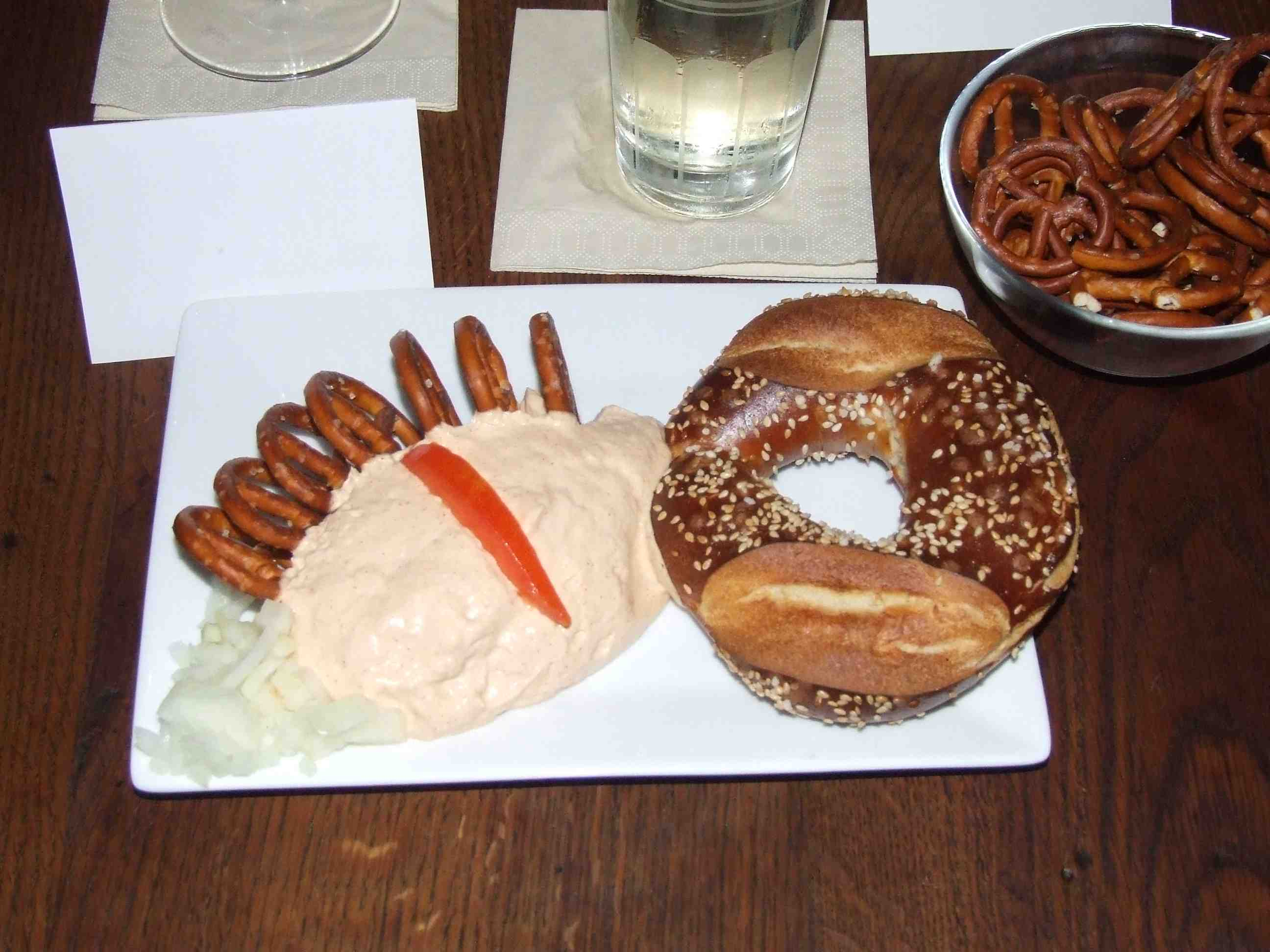
Une portion de Spundekäs avec un bretzel assez inhabituel, ainsi que de petits bretzels au sel.

La liste de fromages allemands regroupe les fromages produits en Allemagne, qu'ils soient d'appellation d'origine contrôlée (Allgäuer Emmentaler, Odenwälder Frühstückskäse, etc.) ou non (Butterkäse, Limbourg,Weisslacker, etc.). L'Allemagne est l'un des principaux producteurs fromager d'Union européenne.

## Statistiques
Avec 2,1 millions de tonnes par an, l'Allemagne est, en 2010, le plus grand producteur de fromage de l'Union européenne.

## Liste
- Allgäuer Bergkäse fromage de montagne, lait cru de vache, Lindau), AOP
- Allgäuer Emmentaler (emmental de type suisse), AOP
- Allgäuer Gaiskase (chèvre cru et vache pasteurisé)
- Altenburger Ziegenkäse (vache et chèvre), AOP
- Andechser (fromage de vache, trappiste, Bavière)
- Backsteiner (fromage de vache, Bavière)
- Bavaria Blu (bleu très doux, mélange camembert/gorgonzola, Bavière)
- Bierkäse (fromage de vache + ajout de chèvre selon, Bavière)
- Blau/Edelpilzkäse (vache, Bavière)
- Brand (vache, pasteurisé)
- Bördespeck
- Butterkäse
- Caramkäse (vache, pasteurisé, nature ou fumé)
- Cambozola, (vache)
- Edelpilzkäse (cf. Blau)
- Frankfurter Handkäse
- Gaiskäsle (chèvre, lac de Constance)
- Gaiskäsle (vache, Bavière)
- Glumse (vache, fromage frais, Prusse Orientale)
- Grünländer
- Grüntenkäse
- Handkäse
- Harzer Käse (vache, plusieurs variétés, montagnes du Harz)
- Hopfenkäse/nieheimerhopfenkäse (vache, nature ou cumin, Westphalie)
- Holsteinermarschkäse (cf. Wilstermarscherkäse)
- Klützer Gold
- Kochkäse (cancoillotte, vache)
- Krauterkäse (litt. "fromage aux herbes aromatiques", vache ou chèvre, au mélilot, All., Suisse, Autriche)
- Kuhbacher (vache, Bavière)
- Limbourg
- Mainzerkäse ou Mainzerhandkäse (litt. "fabriqué à la main", vache pasteurisé, carvi ou non, Rhénanie-Palatinat)
- Mischlingskäse (vache + brebis)
- Milbenkäse affiné aux acariens du fromage
- Mondseerschachtelkäse (vache, type munster)
- Mondseersclosskäse
- Nieheimer Käse/nieheimerhopfenkäse (vache, carvi, Westphalie)
- Odenwälder Frühstückskäse/ (litt. "fromage du petit déjeuner", vache, Bavière), AOP
- Pinzgauerbierkäse (industriel au lait de vache, mais artisanal au chèvre)
- Quark (cf. Speisequark)
- Radolfzeller (vache, type munster, lac de Constance)
- Romadur/Romadurkäse (vache)
- Speisequark (vache pasteurisé, aromatisé à tout)
- Schichtkäse (vache, fromage frais, Schleswig-Holstein)
- Spitz (vache)
- Spundekäs
- Steinbuscher/Steinbucherkäse (vache, Brandebourg)
- Tilsiter/Tilsiterkäse/Tilsit (nature, herbes, poivres, carvi)
- Toggenburger (vache, All., Liechtenstein, Suisse²)
- Trockenkäse (vache, fromage sec)
- Tollenser
- Voralberger Alpkäse (vache, frontière sud, type Toggenburger), AOP
- Voralberger Bergkäse (vache), AOP
- Weisslacker/Weisslackerkäse (vache, Bavière)
- Wilstermarscherkäse (vache, Schleswig-Holstein)